# Kościół Trójcy Przenajświętszej w Krasnymstawie
Kościół Trójcy Przenajświętszej w Krasnymstawie – kościół parafialny erygowanej 3 kwietnia 1984 r. parafii Trójcy Przenajświętszej w Krasnymstawie.
Kościół posiada nawę na rzucie zbliżoną do kwadratu, dwie zakrystie (przy prezbiterium), na dachu ośmioboczną wieżyczkę, przy ołtarzu głównym obraz MB z Dzieciątkiem z XVII wieku. Renowacje miały miejsce m.in. po 1925 r. i w 1978 r. Obok kościoła znajduje się zbudowana w 1826 r. dzwonnica.

## Historia kościoła
W 1826 r. władze carskie odebrały augustianom stary kościół i klasztor  ufundowany przez Władysława Jagiełłę. W ramach rekompensaty wybudowano im nowe zabudowania, między innymi w 1826 roku według projektu Wawrzyńca Ziółkowskiego mały kościół jednonawowy w stylu klasycystycznym pod wezwaniem Trójcy Przenajświętszej. Został on konsekrowany przez bp Maurycego Mateusza Wojakowskiego (lubelskiego biskupa pomocniczego) w październiku 1829 r. Po kasacie zakonu augustianów przeszedł w ręce unitów, a po 1875 r. prawosławnych. Od 1917 r. przejęty przez katolików stał się kościołem rektoralnym w parafii św. Franciszka Ksawerego, a od 13 kwietnia 1982 r. siedzibą ośrodka duszpasterskiego będącego zalążkiem nowej parafii.